# 词 (文学)
词或辭，是一种诗歌艺术形式，是中國古代诗體的一种，亦稱曲子词、诗馀、长短句、樂府。始于唐代，在宋代达到其顶峰。一开始伴曲而唱，所以写词又称作填词、倚聲。后来逐渐独立出来，成为一门专门的诗歌艺术。

## 起源
词的起源和发展，词开始出现，是在中国的唐代。更精确一点，是在中国初唐时期。伴随着当时“胡乐”传入，“燕乐”大盛，词也逐渐脱离传统的五言古诗、七言古诗，成为一门独立的诗歌艺术。
- 源头

词本身就包含多种源头的特点，词的源头并不唯一。有說法是由於唐詩的發展已趨成熟，在當時也將一些歌辭，被之管弦，後來經轉移演化，因唐詩的歌唱，以及文人為增加創作的趣味性，將原本對偶工麗，句法型式規律的唐人詩歌，慢慢增損字句，再把整齊的句法攤破，詞便因此而正式產生了，溯流應在盛唐中唐之間。顧起綸曰：「唐人作長短句乃古樂府之濫觴也，李白首倡憶秦娥淒椀流麗，頗真其妙，世傳太白所作，上有桂殿秋、清平樂等，亦有以太白時，尚無詞體，是後人依託者，或以菩薩蠻為溫飛卿作，然湘山野錄謂魏泰輔得古風集於曾子宣家，正以菩薩蠻是太白作，则流傳亦已久矣。」（汪中注譯。宋詞三百首。三民書局出版。1981）
- 词的演化发展轨迹，就总体而言，大致如学者所说：“勾萌于隋，发育于唐，敷舒于五代，茂盛于北宋，煊灿于南宋，剪伐于金，散漫于元，摇落于明，灌溉于清初，收获于乾嘉之际。”[2]

## 別稱
原稱「曲子詞」，因為可以合樂演奏，又稱「樂府」。文句長短不一，又稱「長短句」，宋人已有此稱。在說明詩歌的演變或發展的過程中，多以詞為詩的餘緒，或詩的下一階。故又稱詞為「詩餘」。

## 興起原因
詞的興起源於文學發展的趨勢。詩到唐已發展到高峰，難再創新局面，詞正是詩漸趨衰微時出現新的文學形式。詞的興起也受外樂傳入的影響，唐時多外來音樂，宴會時多以外樂便興盛起來。
詞的興起亦源於五代時南方文化發達，五代時戰爭頻仍，南方戰禍較少，社會安定，因此文化得以發展。西蜀、南唐的國君都好文學，南唐更成為文藝發展的地方。而宋初政治經濟較穩定，宋初局面較安定，都市繁榮，人民對文娛活動的興趣大增，加上君主提倡，流行民間的詞更興盛。

## 分类

### 按體制
- 按长短规模來分，词大致可分為小令（58字以内）、中调（59一90字）和长调（91字或以上）。一首词，有的分為一段，称为单调；有的分為两段，称為双调；有的分為三段或四段，称為三叠或四叠。
- 按音乐性质來分，词可分为令、引、慢、三台、序子  、法曲、大曲、缠令、诸宫调等九种。
- 按形式來分，詞牌主要有分為三種形式，即平起式、仄起式、平仄轉換格以及平仄通葉（xíe）格。其中“平起式”與“仄起式”則為一韵到底，另外也有上去通押。平仄轉換格則為平韵與仄韵相互轉換。平仄通葉格則是一句中為一個平韵與一個仄韵。一般為一仄二平。

例如詞牌《憶王孫》以及《採桑子》為平起式。
《憶秦娥》以及《踏莎行》為仄起式。
另外詞牌《虞美人》以及《定風波》為平仄轉換格。
而《西江月》則為平仄通葉格。
- 按拍节來分，常见有四种：令，也称為小令，拍节较短的；引，以小令微而引长之的；近，以音调相近，从而引长的；慢，引而愈长的。

### 按風格
- 按创作风格分，大致可以分成婉约派、豪放派和格律派。

## 发展

### 晚唐五代
自中唐起，已經有一些文人開始從事詞的創作，如白居易、劉禹錫等，不過作品大都不多，只是詩餘之際的創作。而晚唐溫庭筠，是最先專心從事詞之創作的詞人，他的詞多寫閨情，描寫女子容貌情態、服飾和心理，以濃艷華美為主，滿是香、玉、金、釵、錦、繡等字眼。手法上表達細膩，造語清新，善於描繪具體鮮明的形象，細密婉約，情意悠遠。
到晚唐五代之後，詞的創作越漸流行，期間詞的創作大多為兒女豔情，離愁閨怨的風格，後世稱為花間詞。
五代與溫庭筠齊名的有韋莊，他與五代時期的重要詞人馮延巳、李璟的詞作，都較溫詞清麗自然，在五代與溫詞並為兩種流行的風格。在風格上，溫詞明豔，韋詞淡雅。溫詞深隱含蓄，韋詞直接抒情。
而五代成就最高的詞人為南唐後主李煜。李煜前期的詞，反映豪華富麗、風流浪漫的宮廷生活，多溫馨綺麗之作，仍然呈現花間詞氣息；後期的詞寫家國之恨，拓展了詞的題材，感慨既深，詞益悲壯。李煜詞的最大特色是自然真率，情感真摯醇厚；善用白描手法，語言明淨洗煉，通俗生動，接近口語，與花間詞縷金刻翠，堆砌華麗詞藻的作風迥然不同。至名詞評家王國維認為:「詞至李後主而眼界始大」，並開北宋一代風氣。

### 北宋初期
北宋前期詞人基本上繼承了五代婉約清麗的詞風，多寫春愁秋恨、離別相思。體制上，承繼晚唐五代遺風，仍以小令為主。代表詞人有晏殊(991-1055)、范仲淹、歐陽脩、張先(990-1078)、晏幾道等。
晏殊、歐陽脩等，都是達官貴人，作品都有一種雍容華貴的風度，但作品個性極不分明，往往彼此相混。晏幾道的作品則把五代南唐、花間的詞風發展至高峰。在這一期的詞人中，范仲淹於溫婉中寓豪宕之氣，下啟蘇軾豪放詞風。張先創作了一些慢詞，對慢詞的發展，起了促進作用。

### 北宋中期
北宋詞至柳永而一變，由小令時期進入慢詞時期。有“凡有井水处,皆歌柳词”之说。柳永開始大量作長調，喜用慢詞，以長調的形式和手法為主。在詞的內容方面，柳永也有所開拓，內容多寫都市的繁榮生活，以及沉溺其中的男女心理。除戀情相思外，他還寫都市的繁華、山川的壯麗、羈旅愁思、懷古喟嘆。作品長於鋪敘，曲盡形容，善於白描，意境秀麗，情景交融。
其後蘇軾在婉約詞之外，另立豪放一派，想像豐富奇特、個性鮮明。蘇軾擴大了詞的題材，抒情寫景、說理、懷古感事等題材，無一不可入詞；他又開拓詞的意境，提高了詞的格調，使詞脫離音樂的束縛，又以詩為詞，詞境壙大，個性分明。不過當時仿效蘇軾的人不多，即使蘇門學士黃庭堅、秦觀，詞風都近柳永而不近蘇軾。

### 北宋後期
到了北宋末之周邦彥，於慢詞的審音調律上有所貢獻，集北宋婉約詞之大成，其詞情感真摯，富艷精工，善用典故；詞之技巧、格律進一步深化成熟。周邦彥詞影響大多數南宋詞人，有結北開南之稱。
北宋末期女詞人李清照，善於表達女子閨閣之情。前期生活美滿，作品熱情明快天真；後期丈夫病死，又逢國家破亡，都一一映入詞作之中，纏綿淒苦，而入於深沉的傷感。她喜以淺白之字、尋常之語入詞。

### 南宋初期
南宋初期金兵入侵，中原淪陷，南宋主和派當政，有志之士報國無門。故詞壇興起豪放之詞風，代表詞人有張元幹、張孝祥、陸游、辛棄疾、岳飛等，多豪放激越，悲涼沉鬱之詞。
辛棄疾詞風悲壯，大量用典，多比興寄託，充滿濟世愛國的熱情，多愛國傷時及復國之作。

### 南宋中期
南宋中期。代表詞人為姜夔、史達祖、吳文英。格律派雅詞由以興起，講究聲律，注重詞藻。
姜夔詞多是紀遊與詠物之作，其中偶然流露對於時事的感慨，更多是抒發身世的飄零和情場的失意。他精於音律，自度曲頗多，並琢煉字句，詞風高雅。
吳文英詞造句鍊字工巧，音律優美，然詞意太過隱晦。
姜夔詞騷雅清空，吳文英詞質實，兩派詞皆影響後世詞人很深。

### 南宋後期
南宋後期元人入侵，南宋覆亡，詞人目睹時艱，心傷離亂，於是發為悲苦之音。主要有兩種趨勢：一種是進一步發展為姜夔風格的格律派，詞多詠物寓意，以寄家國之恨、身世之感、遺民身世的淒涼，以周密、張炎、王沂孫為代表。
另一種趨勢是繼承辛棄疾的詞風，沉鬱悲壯，充滿亡國之痛，以劉辰翁、文天祥、汪元量為代表。

### 元代及以后
到了元明兩朝，優秀的文學作品漸轉至戲曲與小說，常有词衰于元，或詞衰於明之說。至清代又有所復興，出現不少詞人和詞的流派。

## 传播
作为一种文化现象，词在11到13世纪的繁荣，是目前中国人的共同精神财富。叶梦得《避暑录话》卷三、罗大经《鹤林玉露》卷十三关于西夏“凡有井水饮处即能歌柳词”和金海陵王完颜亮闻歌柳永《望海潮》，“欣然有慕于‘三秋桂子，十里荷花’，遂起投鞭渡江之志”的记载，说明当时词的歌唱，已普及到目前中国境内的西北、东北广大地区。另据辽人王鼎《焚椒录》记载，辽道宗耶律洪基宣懿皇后萧观音曾创作了《回心院》等词作十多首。至于金代，以苏、辛词风为宗，出现了蔡松年、赵秉文、元好问等不少优秀词人。相传辛弃疾早年在北方曾从金人学词，成名之后，又成为金朝词人学习的榜样。

## 清代與近代詞學評論
清初的浙西詞派，爲救明詞之弊，主張尊南宋詞、尚醇雅，以姜夔、張炎爲圭臬。戈載的《宋七家詞選》将周邦彥、史達祖、姜夔、吳文英、王沂孫、張炎、周密列為宋七大詞家。而到之後的常州詞派，張惠言有感於浙西詞派的題材狹窄,內容枯寂，提出了“比興寄託”的主張，強調詞作應該重視內容，並推崇唐五代，輕南宋詞。張惠言的詞論有超越前人之處。但他的詞學評論常缺乏邏輯論證，不能實事求是，如論說溫庭筠、韋莊和歐陽修的一些艷詞都有政治寄託，即失之偏頗。而再之後的周濟，撰定《詞辨》﹑《宋四家詞選》，言:“推明張氏之旨而廣大之”，但他得論述不囿於張氏的立論，以周邦彥﹑辛棄疾﹑ 王沂孫﹑吳文英為詞四大家。
而到晚清，一部分傳統詞派的詞人，如況周頤等清末四詞家，受到常州派的影響。而況周頤著有蕙風詞話，集合前人詞話，強調作詞有三要: 曰重、拙、大。並講求"性靈流露"與"書卷醞釀"。另外受到西學影響的新氏詞派，如王國維著之人間詞話，對詞學提出不同意見。王國維喜愛北宋詞的天然明暢，否定南宋詞的雕飾及詞旨晦澀，以情感的真摯為評詞標準，對南宋雅詞(如姜夔、吳文英、張炎詞)評價甚低。這些觀點在後世影響很大。
五四運動以後，胡適深受王國維影響，又建立了新的詞史觀。1927年胡適《詞選》問世，在《序言》中，認為姜夔以後，直到宋末元初，是詞匠的詞。他批判詞匠的詞“重音律而不重内容，側重詠物，多用古典，又缺乏情感與意境，沒有文學的價值。詞發展到‘詞匠’的階段，便已到不可挽救的末運。胡適提倡白話，以通俗自然和真實作爲審美標準，大程度否定南宋雅詞與清代詞。另外如胡雲翼等，受時代的影響，也形成了重豪放、輕婉約的詞學觀，他的《宋詞研究》初版于1926年，認爲“宋末的詞已經變到無可變了。所謂作家作詞，也隻是在舊詞裏面換字斟句并無新意，不值得我們加意來叙述。上世紀30年代，部分傳統的詞學研究仍在繼續發展，對風雅詞派看法也比較公正。然而20世紀五六十年代的詞學觀卻幾乎是二三十年代偏頗觀點的延續。劉大傑《中國文學發展史》出版于1957年，書中把婉約派詞人如周邦彥、姜夔等人稱爲格律派而加以貶低。1962年胡雲翼的《宋詞選》出版，對南宋末風雅詞的看法則更加武斷。在該書的《前言》裏，胡雲翼批評姜派詞人遠離的社會要求，將姜夔一派視爲詞壇逃避現實、偏重格律的逆流。。
20世紀五六十年代的這些看法實際上是當時社會審美理想的反映，因此進入新時期以後，詞學界對此前的社會學批評模式進行檢讨，開始重新審視南宋末的風雅詞。從20世紀80年代開始，對南宋末風雅詞人的撥亂反正也得以展開。如萬雲駿在《再評胡雲翼<宋詞選>》中認爲，“解放以來對宋詞的研究狀況用五個字來概括，那就是‘言必稱蘇、辛’”，其表現是對蘇、辛爲代表的豪放派詞人評價高、研究多，對婉約派除二李外評價低，對周、史等人基本上否定。萬雲駿認爲辛亥革命以後至抗戰之前，對宋詞的發展和作家作品的評價問題，顯然分成兩派，“一派主要以古人作品與前人論說爲據，如王易《詞曲史》、劉毓盤《詞史》、吳梅《詞學通論》、張振鋪《中國文學史分論》等對周、姜、史、吳等的評價很高，而對蘇轼、辛棄疾也肯定其思想價值與藝術成就”，“另一派則以‘白話’爲評論作品的準則，一反前人之說，可能也未遍讀宋人的詞，或讀而未必深人。

## 著名词人
下面列出幾位廣為人知的詞人，此外歡迎參看詳細的词人列表。

### 晚唐、五代
- 温庭筠（812年－870年）
- 韦庄（836年－910年）
- 张泌
- 冯延巳（903年－960年）
- 李璟（916年－961年）
- 李煜（937年－978年）

### 北宋時期
- 柳永（985年—1053年）
- 张先（990年—1078年）
- 晏殊（991年—1055年）
- 欧阳修（1007年—1072年）
- 王安石（1021年—1086年）
- 晏几道（1030年—1106年）
- 苏轼（1036年—1101年）
- 秦观（1049年—1110年）
- 周邦彦（1056年—1121年）

### 南宋時期
- 朱敦儒（1081年—1159年）
- 李清照（1084年—1155年）
- 陸游（1125年—1210年）
- 朱淑真（1135年—1180年）
- 辛弃疾（1140年—1207年）
- 姜夔（1155年—1221年）
- 文天祥（1236年—1283年）
- 周密（1232年—1298年）
- 王沂孫
- 蔣捷（1245年—1301年）
- 張炎（1248年—1320年）

### 元明時期
- 耶律楚材（1190年—1244年）
- 元好問（1190年—1257年）

### 清時期
- 陈维崧（1625年—1682年）
- 朱彝尊（1629年—1709年）
- 纳兰性德（1655年—1685年）
- 陳廷焯（1853年—1892年）
- 朱祖謀（1857年－1931年）
- 況周頤（1859年—1926年）

### 近代
- 梁啟超（1873年—1929年）
- 王国维（1877年—1927年）
- 葉公綽（1881年—1968年）
- 汪兆銘（1883年—1944年）
- 吕碧城（1883年—1943年）
- 毛泽东（1893年—1976年）
- 夏承焘（1900年—1986年）
- 唐圭璋（1901年—1990年）
- 詹安泰（1902年—1967年）
- 沈祖棻（1909年—1977年）
- 饶宗颐（1917年—2018年）
- 邱世友（1925年—）
- 李岚清（1932年—）

## 研究書目
- 葉嘉瑩：《詞之美感特質的形成與演進》（北京：北京大學出版社，2007）。
- 葉嘉瑩：《唐宋詞名家論稿》（石家莊：河北教育出版社，1997）。
- 葉嘉瑩：《迦陵論詞叢稿》(台北：大塊文化，2013)
- 孫康宜 著，李奭學 譯：《詞與文類研究》（北京：北京大學出版社，2004）。